# Tantal
Tantal je kemični element s simbolom Ta in atomskim številom 73. Prej znan kot tantalij, je dobil ime po Tantalu, grdobi iz grške mitologije.  Tantal je redka, trda, modro-siva, sijoča prehodna kovina, ki je zelo odporna proti koroziji. Je del skupine ognjevzdržnih kovin, ki se pogosto uporabljajo kot manjše sestavine zlitin. Zaradi kemične inertnosti tantala je dragocena snov za laboratorijsko opremo in nadomestek za platino. Njegova glavna uporaba je danes v tantalovih kondenzatorjih za elektronsko opremo, kot so mobilni telefoni, DVD predvajalniki, sistemi za video igre in računalniki . Tantal se vedno skupaj s kemično podobnim niobijem pojavlja v mineralnih skupinah tantalit, kolumbit in koltan (slednji je mešanica kolumbita in tantalita,  kot posebna vrsta minerala ni pripoznan).   Tantal velja za tehnološko kritičen element .

## Zgodovina
Tantal je leta 1802 na Švedskem odkril Anders Ekeberg v dveh vzorcih mineralov - v enem s Švedske in drugem s Finske.   Leto prej je Charles Hatchett odkril kolumbij (danes niobij),  in leta 1809 je angleški kemik William Hyde Wollaston primerjal njegov oksid, kolumbit z gostoto 5,918 g / cm3, in tantalit z gostoto 7,935 g / cm3 . Ugotovil je, da gre pri oksidih kljub razliki v izmerjeni gostoti za isto snov in je ohranil ime tantal.  Potem ko je Friedrich Wöhler potrdil te rezultate, so menili, da sta kolumbij in tantal en in isti element. S tem mnenjem se   nemški kemik Heinrich Rose leta 1846 ni strinjal: trdil je, da gre  v vzorcu tantalita za dva elementa, ki jima je dal ime po otrocih Tantala : enemu niobij (po Niobi, boginja solz), drugemu pelopium ( po Pelopsu ).   Za domnevni element "pelopij" so kasneje ugotovili, da gre za  mešanico tantala in niobija, poleg tega, da je niobij istoveten s kolumbijem, ki ga je leta 1801 že odkril Hatchett.
Razlike med tantalom in niobijem so nedvoumno leta 1864 dokazali Christian Wilhelm Blomstrand  in Henri Etienne Sainte-Claire Deville ter Louis J. Troost, ki je empirične formule nekaterih njihovih spojin določil leta 1865.   Nadaljnjo potrditev je dal leta 1866 švicarski kemik Jean Charles Galissard de Marignac, ki je dokazal, da gre le za dva elementa. Ta odkritja znanstvenikom niso preprečila objavljanja člankov o tako imenovanem ilmeniju še do leta 1871. De Marignac je prvi izdeloval kovinsko obliko tantala leta 1864, ko je reduciral tantalov klorid s segrevanjem v vodikovem ozračju. Zgodnji preiskovalci so bili zmožni pridobiti samo nečisti tantal, prvo relativno čisto duktilno kovino pa je leta 1903 izdelal Werner von Bolton v Charlottenburgu. Sprva so v žarnicah uporabljali žice z nitko iz kovinskega tantala, kasneje ga je nadomestil  v široki uporabi volfram 
Ime tantal je dal elementu mitološki Tantal, oče Niobe v grški mitologiji . V mitu so ga po smrti bogovi kaznovali tako, da stoji do kolen v vodi s tik nad glavo pa mu je raslo nedosegljivo sadje, da je ves čas doživljal muke in žejo. Če se je pripognil, da bi spil vodo, je odtekla proč od ust, in če je segel po sadju, so se veje odmaknile  proč od prijema.  Anders Ekeberg je zapisal: "To kovino imenujem tantal ... deloma kot namig na njeno nesposobnost, da bi potopljena v kislino karkoli absorbirala in se nasičila." 
Komercialna tehnologija ločevanja tantala iz niobija je desetletja dolgo uporabljala med drugim delno kristalizacijo kalijevega heptafluorotantalata, da se loči od  kalijevega oksipentafluoroniobat monohidrata, postopek, ki ga je leta 1866 odkril Jean Charles Galissard de Marignac. Ta metoda je bila nadomeščena z topilno kstrakcijo iz raztopin tantala, ki vsebujejo fluor. 

## Tantal kot vir konfliktov
Tantal velja za konfliktni vir . Coltan, industrijsko ime za mineral kolumbit - tantalit, iz katerega se pridobivata niobij in tantal,  je najti tudi v Srednji Afriki, zato je tantal povezan z vojskovanjem v Demokratični republiki Kongo (nekdanji Zair). . Po poročilu Združenih narodov z dne 23. oktobra 2003  je tihotapljenje in izvoz koltana pripomoglo k vojni v Kongu, krizi, ki je od leta 1998 povzročila približno 5,4 milijona smrtnih žrtev  zaradi česar je najbolj smrtonosen svetu dokumentirani konflikt na svetu po drugi svetovni vojni . Postavljala so se etična vprašanja o odgovornem ravnanju podjetij, človekovih pravicah in ogrožanju prosto živečih živali zaradi izkoriščanja virov, kot je koltan v regijah oboroženih spopadov v porečju Konga.     Čeprav je prispevek rudarjenja koltana v Kongu sicer pomemben za lokalno gospodarstvo v Kongu, je vir v svetovni ponudbi tantala manjšega pomena. Geološki zavod ZDA v svojem letopisu poroča, da je ta regija v letih 2002–2006 proizvedla nekaj manj kot 1% svetovne proizvodnje tantala in dosegla 10% v letih 2000 in 2008. 
Navedeni cilj projekta Rešitve za upanje Tantal je "pridobivati v Demokratični republiki Kongo tantal brez konfiktov" 